# Sándor Zombori
Sándor Zombori (Pécs, 31 de outubro de 1951) é um ex-futebolista profissional húngaro que atuava como meia.

## Carreira
Sándor Zombori fez parte do elenco da Seleção Húngara de Futebol, da Copa de 1978.